# نور الدين البوحديوي
نور الدين البوحديوي (من مواليد مكناس، المغرب)؛ مدرب كرة يد مغربي. يدرب حاليا المنتخب المغربي لكرة اليد، و هو في نفس الآن المدير التقني للجامعة الملكية المغربية لكرة اليد. اقترن إسمه بفريق النادي المكناسي، الذي حصد معه مجموعة من الألقاب الوطنية، و المنتخب المغربي الذي دربه في مجموعة من نسخ كأس أفريقيا و كأس العالم. أحسن إنجاز له رفقة المنتخب المغربي هو ميدالية برونزية في كأس أفريقيا 2006.

## سيرته
اكتشف نور الدين البوحديوي رياضة كرة اليد في مرحلة الدراسة الابتدائية، وهو ابن السابعة، في مدرسة للا فاطمة الزهراء بمدينة مكناس. كانت المدينة، خلال فترة الستينات و السبعينات تعيش حركية رياضية مهمة، بحيث كانت مشتلا للعديد من الرياضيين في الألعاب الجماعية وألعاب القوى، بفضل الرياضة المدرسية. عند بلوغه مرحلة الإعدادية، صقل البوحديوي مواهبه في كرة اليد، مستفيدا من التأطير الجيد للحكم الدولي والمدرب با عروب، الذي كان يزاول مهنة تدريس التربية البدنية بإعدادية مولاي يوسف بمكتاس.

تقاسم نور الدين شغف اللعبة مع أخيه الأصغر، إسماعيل، و الذي أصبح لاحقا إحدى دعامات المنتخب المغربي في التسعينات، تحت إمرة أخيه كمدرب. بعد إنهاء دراستهما الثانوية، انتقل الأخوان لمتابعة دراستهما الجامعية في المعهد الملكي لتكوين الأطر الرياضية، في تخصص كرة اليد. خلافا لإسماعيل، الذي رسم مساره كلاعب، اختار نور الدين مسلك التدريب. ساهم الأخوان في صنع أمجاد فريق النادي المكناسي في كرة اليد، خلال الثمانينات، والذي فازا رفقته بثلاثة ألقاب بين بطولة المغرب وكأس العرش.

في 1996، انتقل نور الدين البوحديوي لألمانيا، لتعميق مداركه العلمية والأكاديمية، حيث نال شهادتين، من جامعة ليبزيغ و من الاتحاد الألماني لكرة اليد.

## مسيرته التدريبية
- 1982-1988: النادي المكناسي.[3]
- 1988-1990: منتخب المغرب لكرة اليد للشبان.[3]
- 1990-2007: منتخب المغرب لكرة اليد.[3]
- 2007-2010: نادي الشارقة.[4]
- 2010-2013: نادي السد.
- سبتمبر 2013: مولودية مراكش (درب الفريق فقط خلال مشاركته في كأس أفريقيا للأندية).[5]
- منذ أغسطس 2013: مدير تقني وطني ومدرب للمنتخب المغربي.[6]

## إنجازاته
| المسابقة          | الفريق          | الإنجاز                               |
| ----------------- | --------------- | ------------------------------------- |
| البطولة الوطنية   | النادي المكناسي | بطل المغرب 1984                       |
| كأس العرش         | النادي المكناسي | فاز به في 1983 و 1989                 |
| كأس أفريقيا للأمم | منتخب المغرب    | مرتبة ثالثة في نسخة 2006              |
| كأس العالم        | منتخب المغرب    | 6 مشاركات، أحسن رتبة، 17 في نسخة 1999 |